# الأشقياء الثلاثة (فلم)

## الممثلين
- شكري سرحان
- سعاد حسني: ميرفت
- أحمد رمزي
- يوسف فخر الدين
- أبو بكر عزت
- سلوى سعيد
- ميمي جمال
- عبد الخالق صالح
- ناهد سمير
- فايق بهجت
- اسكندر منسي
- قدرية كامل
- هدى شمس الدين
- علي رشدي
- أحمد شوقي

## فريق العمل
- تصوير: مصطفى حسن [ج] (تصوير)- عمرو الدويني (مساعد المصور) - عادل عبد العظيم (مصور)
- توزيع: دولار فيلم (التوزيع)
- فوتوغرافيا: فتحى عزت (فوتوغرافيا)
- ديكور: عبد المنعم على (منسق المناظر) - عبد الحميد السخاوى (منفذ المناظر)- عباس حلمى (مهندس المناظر)
- معمل: ستوديوالأهرام (الطبع والتحميض)
- مونتاج: فكرى رستم (مونتير)- فتحى داود (مركب الفيلم)- مارسيل صالح (نيجاتيف)
- ماكياج: يونس قاسم (كوافير)- سيد محمد (ماكياج)
- إنتاج: أفلام الاتحاد- محمد أبو الفتوح (مدير الإنتاج)- أفلام الاتحاد - عباس حلمي وشركاه (منتج)
- صوت: جورج عبد الملاك (مسجل الصوت)- اندريا زنديلس (مهندس الصوت)- فاروق عزيز (مساعد مهندس الصوت)- على محمد (مساعد مهندس الصوت)
- كاستينج: مصطفى شميس (ريجيسير)

## روابط خارجية
- مقالات تستعمل روابط فنية بلا صلة مع ويكي بيانات